# Marie Sergent
Marie Sergent, née en 1958, est une navigatrice française originaire de Bretagne qui a participé à plusieurs courses dont la transat anglaise (en 1992, sur le bateau Lady Hawk), la Route du café en 1993 et la mini fastnet en 2002.
Lors de la Route du café en 1993, elle fait naufrage et est secourue par un cargo de Lettonie.